# Neocorynura cyaneon
Neocorynura cyaneon är en biart som först beskrevs av Joseph Vachal 1904.  Neocorynura cyaneon ingår i släktet Neocorynura och familjen vägbin. Inga underarter finns listade i Catalogue of Life.